# Старочукальское сельское поселение
Старочука́льское се́льское поселе́ние — муниципальное образование в составе Шемуршинского района Чувашской Республики. Административный центр — деревня Старые Чукалы.
Главой поселения является Чамеев Александр Васильевич.

## Географические данные
Старочукальское сельское поселение находится в 33 км от районного центра села Шемурша, в 185 км от города Чебоксары.
Северная граница Старочукальского сельского поселения с землями Батыревского муниципального района идет по северным границам лесных кварталов 1, 2, 3, 4, 5 Баскакского лесничества Национального парка «Чӑваш вӑрманӗ».
Восточная граница Старочукальского сельского поселения с землями Шемуршинского и Бичурга-Баишевского сельских поселений и Дрожжановским районом Республики Татарстан идёт по восточным границам лесных кварталов 5, 18, 31, 44, 55, 64, 73, 88 Баскакского лесничества Национального парка «Чӑваш вӑрманӗ», по восточным границам лесных кварталов 27, 38, 60, далее по южным границам лесных кварталов 60, 61, 62 и по восточным границам лесных кварталов 79, 94, 112, 124, 134, 141 Баишевского лесничества Национального парка «Чӑваш вӑрманӗ». Далее граница идет по р. Бичурга, по границе земель общества с ограниченной ответственностью «Агродор», пересекая автомобильную дорогу Шемурша — Русские Чукалы, идет по землям общества с ограниченной ответственностью «Исток».
Южная граница Старочукальского сельского поселения с землями Дрожжановского района Республики Татарстан и Сурского района Ульяновской области идёт в западном направлении по р. Иниш, далее по границе земель общества с ограниченной ответственностью «Исток» и вдоль лесных массивов Чукальского лесничества Шемуршинского лесхоза.
Западная граница Старочукальского сельского поселения с землями Чукальского сельского поселения и Алатырского района идет по границе земель общества с ограниченной ответственностью «Агродор», пересекая автомобильную дорогу Шемурша — Русские Чукалы, далее по западным границам лесных кварталов 142, 137, 130, 120, 108, 92, 75, по южным границам лесных кварталов 57, 56, 55, 54, 53, по западным границам лесных кварталов 53, 31, 19, 11, 7, 3, 1 Баишевского лесничества Национального парка «Чӑваш вӑрманӗ», по западным границам лесных кварталов 40, 27, 14, 1 Баскакского лесничества Национального парка «Чӑваш вӑрманӗ».
Анклавная территория Старочукальского сельского поселения Шемуршинского района — земельный участок, находящийся на территории Сурского района Ульяновской области.

## Населённые пункты
На территории поселения находятся следующие населённые пункты:
| Название      | Тип населённого пункта          | Население |
| ------------- | ------------------------------- | --------- |
| Старые Чукалы | Деревня, административный центр |           |
| Шамкино       | Деревня                         |           |

## Население
| 2010 | 2012 | 2013 | 2014 | 2015 | 2016 | 2017 |
| ---- | ---- | ---- | ---- | ---- | ---- | ---- |
| 925  | ↘904 | ↘884 | ↘859 | ↘831 | ↘789 | ↘771 |
| 2018 | 2019 | 2020 | 2021 |      |      |      |
| ↘742 | ↘718 | ↘673 | ↘656 |      |      |      |

## Известные земляки
- М. И. Денисов

## Организации
На территории поселения расположено:
- МОУ «Старочукальская основная общеобразовательная школа»;
- сельский дом культуры;
- сельская библиотека;
- фельдшерско-акушерский пункт;
- отделение связи;
- ясли-сад;
- сберкасса;
- ООО «Агродор»;
- 3 частных магазина.